# فرداني المصارعة
فردانيّ المصارعة (أو الفردانيّ فقط) هو زي موحد من قطعة واحدة، ضيق، عادة ما يكون مصنوعاً من ألياف الليكرا أو النايلون، ويستخدم في مصارعة الهواة.